# Braxtanfilm
Braxtanfilm är ett amatörfilmbolag som gör fanfilmer som visas på internet. Bland filmerna kan nämnas Freddy vs Ghostbusters (2004) samt dess uppföljare Return of the Ghostbusters (2007). 
I Freddy vs Ghostbusters, en parodi på Ghostbusters och Terror på Elm Street, drömmer Neil Anderson mardrömmar där han blir jagad av mördaren Freddy Krueger. En dag besöker Ed Spengler och Eugene O'Fitzpatrick Neils hemstad Denver, startar en firma och fångar spöken. Neil ansluter till gänget som löser hans problem att stoppa Freddy Krueger. 
I Return of the Ghostbusters återförenas Ghostbusters efter två års tystnad. Samtidigt upptäcker arkeologen Dr. Klaus Constantin en amulett med magiska krafter och planerar att ta över världen. Ghostbusters får som uppgift att stoppa honom. 

## Lista på filmer
- Friday the 13th AGAIN
- A Real Hero
- NeStab 2.0
- CPT Wedley
- Freddy vs Jason 2
- Avalanche vs Red Wings
- Freddy vs Ghostbusters
- Artsy Fartsy
- Dummy's Luck
- Four More Years of Vader
- Another Man's Patriot
- Cursed Army Ball Video
- Indie Film Adventures
- Illegal Aliens vs Predator